# Нејплс (Јужна Дакота)
Нејплс (енгл. Naples) град је у америчкој савезној држави Јужна Дакота.

## Демографија
По попису из 2010. године број становника је 41, што је 16 (64,0%) становника више него 2000. године.
| Група             | 2000.       | 2010.      |
| Белци             | 25 (100,0%) | 37 (90,2%) |
| Афроамериканци    | 0 (0,0%)    | 4 (9,8%)   |
| Азијати           | 0 (0,0%)    | 0 (0,0%)   |
| Хиспаноамериканци | 0 (0,0%)    | 0 (0,0%)   |
| Укупно            | 25          | 41         |